# Lovac mina
Lovac mina (engl. minehunter) je vrsta vojnog broda namijenjen za protuminsku borbu na moru.
Lov mina je niz postupaka određenog redoslijeda: nadzor plovnih puteva, traženje mina, detekcija, klasifikacija, identifikacija i neutralizacija. Za lov mina se rabe brodovi lovci mina (engl. minehunter), koji uz pomoć sonara i daljinski upravljanih podvodnih plovila traže i uništavaju mine.

## Poveznice
- Minolovac
- Protuminski brod

## Vanjske poveznice
- Minolovac Hrvatska tehnička enciklopedija, portal hrvatske tehničke baštine. LZMK